# تشنگی‌زا
تشنگی‌زا (به انگلیسی: Dipsogen) به ماده‌ای گفته می‌شود که موجب تشنگی گردد. ریشهٔ این اصطلاح زیست‌شناسی از واژهٔ یونانی dypsa به‌معنای تشنگی و پسوند gen به‌معنای زائیدن یا ایجاد کردن است.
آنژیوتانسین ۲ که یکی از محصولات سامانه رنین-آنژیوتانسین است، یک مادهٔ تشنگی‌زای قوی محسوب می‌شود و در هومئوستازی آب و الکترولیت‌ها نقش دارد.